# Mancilleros
Mancilleros es una localidad española perteneciente al municipio de Villaturiel, en la provincia de León y la comarca de La Sobarriba, en la comunidad autónoma de Castilla y León. Situado en el margen derecho del Río Porma. Perteneció a la antigua Hermandad de La Sobarriba.

## Toponimia
El nombre Mancilleros proviene de la Edad Media cuando era llamado Macellarios (carniceros), esto era debido a que en la aldea se concentraron personas con esa profesión durante algún tiempo.

## Geografía

### Ubicación
| Noroeste: Alija de la Ribera       | Norte: Villaturiel             | Noreste: Villaturiel            |
| Oeste: Villadesoto                 |                                | Este: Nogales                   |
| Suroeste San Justo de las Regueras | Sur: San Justo de las Regueras | Sureste: Villaverde de Sandoval |

## Historia
Su fundación data de antes del siglo X, pues ya citan varios documentos de la época el nombre de Macellarios. En el siglo XVI fue construida su actual iglesia parroquial, aunque ya se citaba una iglesia más antigua en documentos desde el siglo XII. El patrono de esta iglesia es Santiago Apóstol. 

## Demografía
| Gráfica de evolución demográfica de Mancilleros entre 2000 y 2014  |
|                                                                    |
| Población de derecho (2000-2014) según el padrón municipal del INE |